# 不来梅机场
不来梅机场（德語：Flughafen Bremen）是德国不来梅的一座机场。其规模以乘客数量来衡量排在德国第12位，以货物数量来衡量则排在第16位（2007年）。不来梅市拥有不来梅机场有限公司（Flughafen Bremen GmbH）全部的股权。

## 地理位置及交通

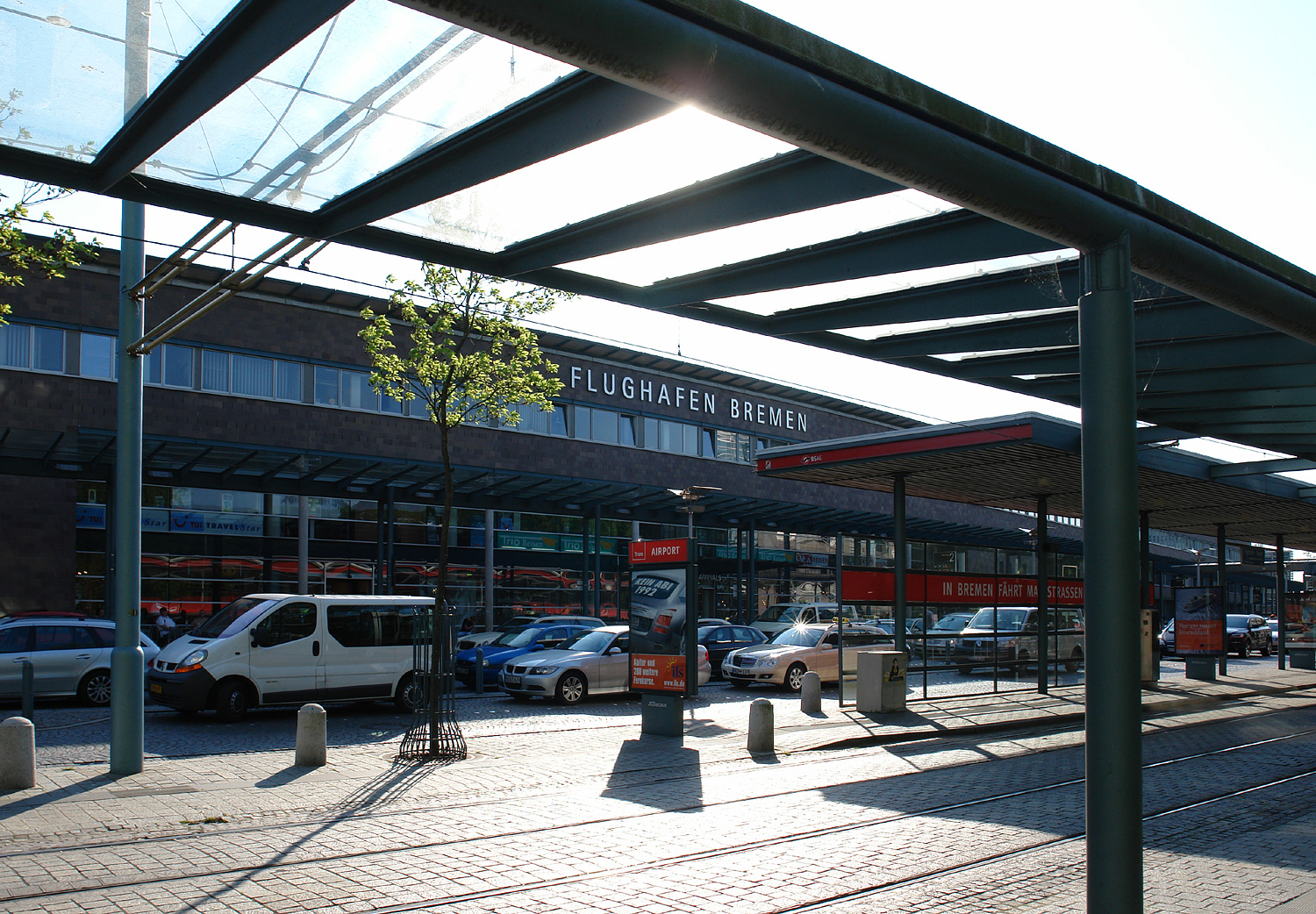
机场旁的有轨电车站

不来梅机场位于不来梅市中心以南3.5公里处。 由于紧邻市区的缘故，它也被称作“不来梅城市机场（City Airport Bremen）”。该机场通过若干条区域街道与不来梅道路网相连，同时，在机场附近也可直接驳上通往西部的A1高速公路，以及通往北部的A27和A281高速公路。有轨电车6号线则可由机场连接至不来梅有轨电车网络，这是一种即便是在繁忙时间也能准确维持每5分钟一班的路面运输方式。此外，机场还提供各种不同的长途巴士服务，比如前往格罗宁根的公共快线（Publicexpress）以及前往汉堡的飞行巴士（bus2fly）班车等。

## 历史

### 起源
1909年，“不来梅航空（飞艇）俱乐部（Bremer Verein für Luft(schiff)fahrt）”成立，这是一个至今仍然存在并活跃于不来梅机场的组织。俱乐部最初试图在不来梅建立一个可供飞艇起降的机场。汉萨城市参议院支持这项建议，并指示航运公司北德劳埃德和不来梅航空俱乐部于威悉河低地的云达地区共同负责规划新机场。1910年5月，工程师瓦尔特·苏戴斯基（Walter Schudeisky）正式向克莱门斯·卡尔·布夫参议员提交建设申请；苏戴斯基要在位于纽恩兰德菲尔德的空地进行飞行测试。该申请得到参议院及当地驻军的批准，继而在1910年夏天建起了三座可停泊飞机的停机棚。建成初期，飞行器的噪音以及偶尔发生在农耕地上的迫降事故给邻近居民带来了不便。居民对此进行投诉，导致了一个短暂的禁飞令的出台。而在此期间不来梅航空（飞艇）俱乐部已于1912年更名为“不来梅航空俱乐部（Bremer Verein für Luftfahrt）”，并在1913年5月正式获受权启用以纽恩兰德菲尔德作为机场的航班服务。该机场占地约500平方米，却在随后爆发的第一次世界大战期间没有任何航班服务。战争之后，不来梅参议院在1919年决定将这块飞行场地发展为专业化的机场。

### 专业飞行运输
1920年7月18日，一架荷兰皇家航空的客机飞抵不来梅，成为不来梅机场的首个国际航班。1921年9月15日，不来梅机场运营公司（Bremer Flughafenbetriebsgesellschaft）成立，其7.5万马克的股本及2.5万马克的营运资金并非来自不来梅市，而是来自当地的个人及企业注资，比如威悉股份公司、北德劳埃德、不来梅银行、德意志银行及不来梅航空俱乐部等。其后不来梅参议院完成了业务转让协议得以全资持有该公司，并额外注资120万马克。因此北德劳埃德的子公司劳埃德航空服务公司在1920年代能够提供由不来梅至柏林、多特蒙德及旺格鲁格岛的飞行服务。
同时机场还与飞机制造业密切相关。尽管当时凡尔赛条约禁止亨里希·福克进行飞机制造，但其兄弟威廉及乔治·伍尔夫仍在福克博物馆的地下室开展研发工作，并从1921年起在不来梅机场的空地进行试飞活动。并于1923年相继成立了不来梅飞机制造有限公司（Bremer Flugzeugbau AG）及福克-伍尔夫飞机制造有限公司。
由于飞机起飞重量不断增大、降落速度不断提高，机场于1937年确立铺设跑道系统。该系统的主体为4条柏油跑道，其中最长的一条长600米、宽52米。这些跑道建于不同的方向，可令机场于不断的风切变中满足起降要求；此外该系统还提供滑行道、夜航灯光照明及洛伦兹光束等配套设施。作为德国当时最现代化的机场，它被新闻媒体命名为“不来梅航空火车站”（Luftbahnhof Bremen）。此外，机场还在1937年新建了一座占地1平方公里的机场行政大楼。这座两层高的多功能建筑设有气象、管理、海关、邮局、办票柜台等部门及一家餐厅。
1939年，不来梅的民航交通在第二次世界大战开始后被完全破坏，该机场成为盟军不断空袭的目标。盟军占领不来梅后，曾临时将这座几乎被完全摧毁的机场用作军用机场。1949年1月27日，机场被再度开放为民用。

### 战后
作为战后重建措施的一部分，不来梅机场的东/西跑道（09/27）向东延伸至1300米，不久后又被延伸至2034米。同时，建成了新的无线电技术设施，令航机在恶劣的天气下操作也能继续飞行。这些都使得机场具备了开办国际航线的条件。
北欧航空辟有部分线路每周由不来梅飞往德国国内，在1950年代初期还曾为返乡的美国军人提供从不来梅至纽约和里约热内卢的航班。虽然汉莎航空在1955年即被允许恢复运营，但直到1957年1月2日才重启首个飞往不来梅的航班；不过，汉莎航空早在1956年5月1日便于不来梅机场设立飞行学院。后来学院迁至机场附近的新建大楼，旧有建筑则留给了机场航管当局。如今，这个名为汉莎飞行训练的飞行学院仍在运作。
随着一架飞机在慕尼黑-莱姆机场起飞时坠毁，德国当局要求增大跑道末端的安全空间。这意味着，不来梅机场仅有东/西跑道符合要求可以继续使用。多个航班被迫取消，因为机组人员在未规范长度的跑道面前只有很短的时间去根据地面温度、天气和其它因素进行起降评估。1966年1月28日，汉莎航空005号班机在不来梅机场作最终着陆时坠毁，造成全部42名乘客及4名机组人员死亡。

### 扩建计划
在1960年代和1970年代，不来梅机场有几项重建及扩建的尝试。由于邻近城市和噪音污染的问题，不来梅参议院在1973年将机场定位为短程及中程航线机场。机场在西部奥希通河地区及东部的发展计划受到限制。增建第二条跑道的建议也由于当地居民的抗议而被搁置。在运力严重不足的情况下，不来梅也未能说服邻近的沿海城市和下萨克森州在当地新建一座大型机场。新建计划的争议在于，搬迁需要支付2300万马克甚至更高的巨额建筑费用。1982年初，不来梅市长汉斯·科施尼克在一份规划审批报告中向机场附近胡希廷居民允诺不再扩建现有的跑道，而是将现有的2034米的跑道移位至奥希通河附近。机场至胡希廷之间的区域也不会建设高速公路及货运铁路，反而会兴建威悉河左岸公园。

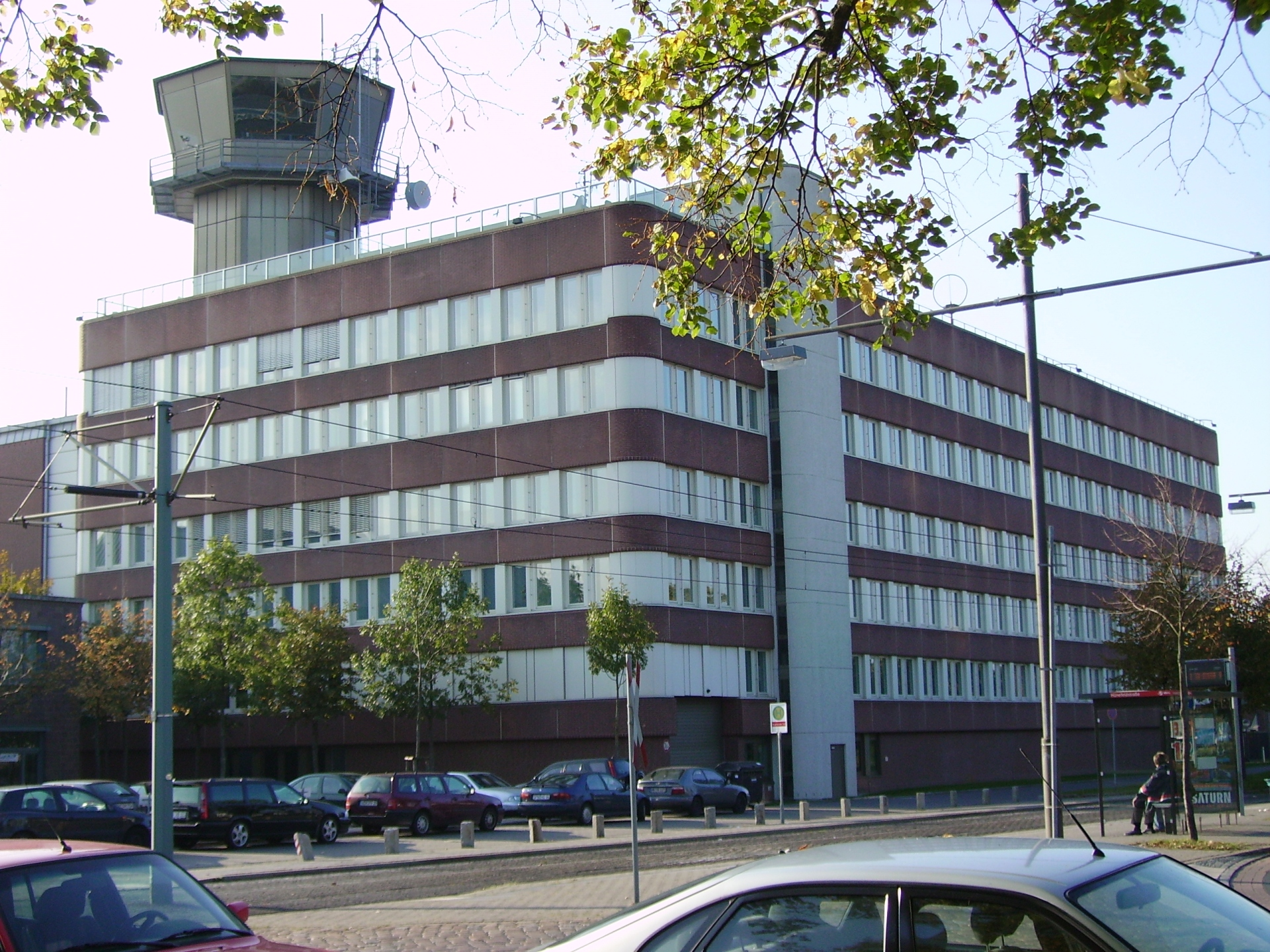
机场塔台前的德国航空安全大楼

1970年代中期，不来梅机场也开始开办假日航班；1979年，机场装备了仪表着陆系统；1983年1月13日，不来梅的商人们成立了兴趣协会“不来梅机场促进会（Förderverein Bremer Flughafen e.V.）”；1987年，梅塞施密特-伯尔科-布洛姆公司，今天欧洲宇航防务集团的子公司，要求延长跑道以使空客改装的运输机超级彩虹鱼可以顺利起降；1988年，不来梅参议院最终接纳了这个要求，将跑道延长至2634米。1989年1月25日，不来梅市与斯圖爾镇及机场运营商三方之间签署协议，规定原有跑道两端所延长的300米只能在特殊情况下使用。2004年3月另一份法院的裁决还规定，若机场将使用跑道的延长部分，某些地方的居民必须被告知。
23号跑道则是一条仅供起飞使用的跑道，在这条跑道上即便是一架小型飞行器的降落都是不允许的。
1989年，不来梅机场的旅客发送能力首次超过百万人次。同年该机场也开始筹备“机场2000”的计划。价值相当于1亿9940万欧元的航站楼、停车场及行政大楼分别建成投入使用。一些机场服务商在附近落户，形成机场城的一个全新的社区。

### 21世纪

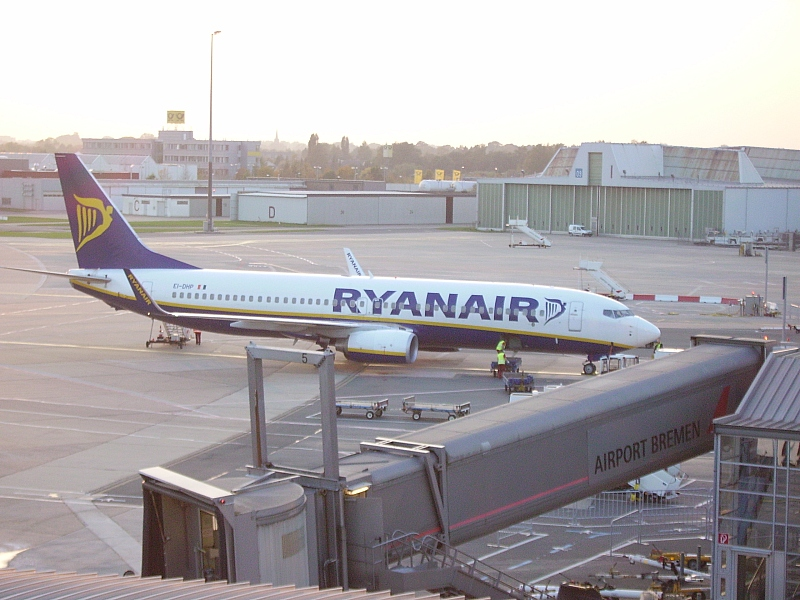
瑞安航空的波音737-800

随着2001年航空业的危机，及九一一袭击事件的影响，不来梅机场的客运量在当年首次出现负增长；包机业务的衰落尤其严重，包机航空公司TUIfly将它们的业务越来越多的集中于汉诺威。2006年，不来梅机场的航班起降量仅录得40419架次，发送旅客170万人次，是自1988年以来的最低水平。
2004年，来自甘德克塞的阿特拉斯航空服务公司在不来梅机场建起了一座飞机维修中心，就位于今天的E航站楼附近。2009年该公司也搬入了维修中心旁的新建筑。
廉价航空公司瑞安航空提出自2007年4月起将2架波音737-800客机驻扎在不来梅机场，同年9月增加第三架，并以不来梅作为其航班基地之一。此外瑞安航空还买下机场的一座货物仓库并改建为“E航站楼”。2008年，机场的客运量上升至248万又6337人次。
2008年柏林航空宣布开设每日3班连接不来梅至慕尼黑间的往返航班。同时开设的还有从当年5月起由柏林航空的子公司瓦尔特航空（LGW）提供多尼尔228飞机飞往柏林－泰格尔机场的航班，但该航班仅维持了三个月，于同年9月停航。
2009年5月10日不来梅百年航空史的庆典在不来梅机场举行，当日不来梅航空俱乐部和不来梅机场管理公司共同组织了一个大型的航空日活动，飞机制造商空中客车也参与了这项盛事。庆典活动的高潮出现于世界上最大的客机空客A380首次降落在不来梅，共吸引了大约10万人参观。
2009年夏天“不来梅福来（Bremenfly）”航空公司成立，不来梅机场成为该航空公司的枢纽机场。其首航班机是在5月份，由云达不来梅的球迷包机前往伊斯坦布尔观看欧洲联盟杯决赛。该公司将开设由不来梅出发的定期航班，但目前尚未运作。
瑞安航空自2009年10月起开设其在德国的首个境内航线，为每日两班（周末为一班）由不来梅至拜仁州梅明根的往返航班。

## 设施

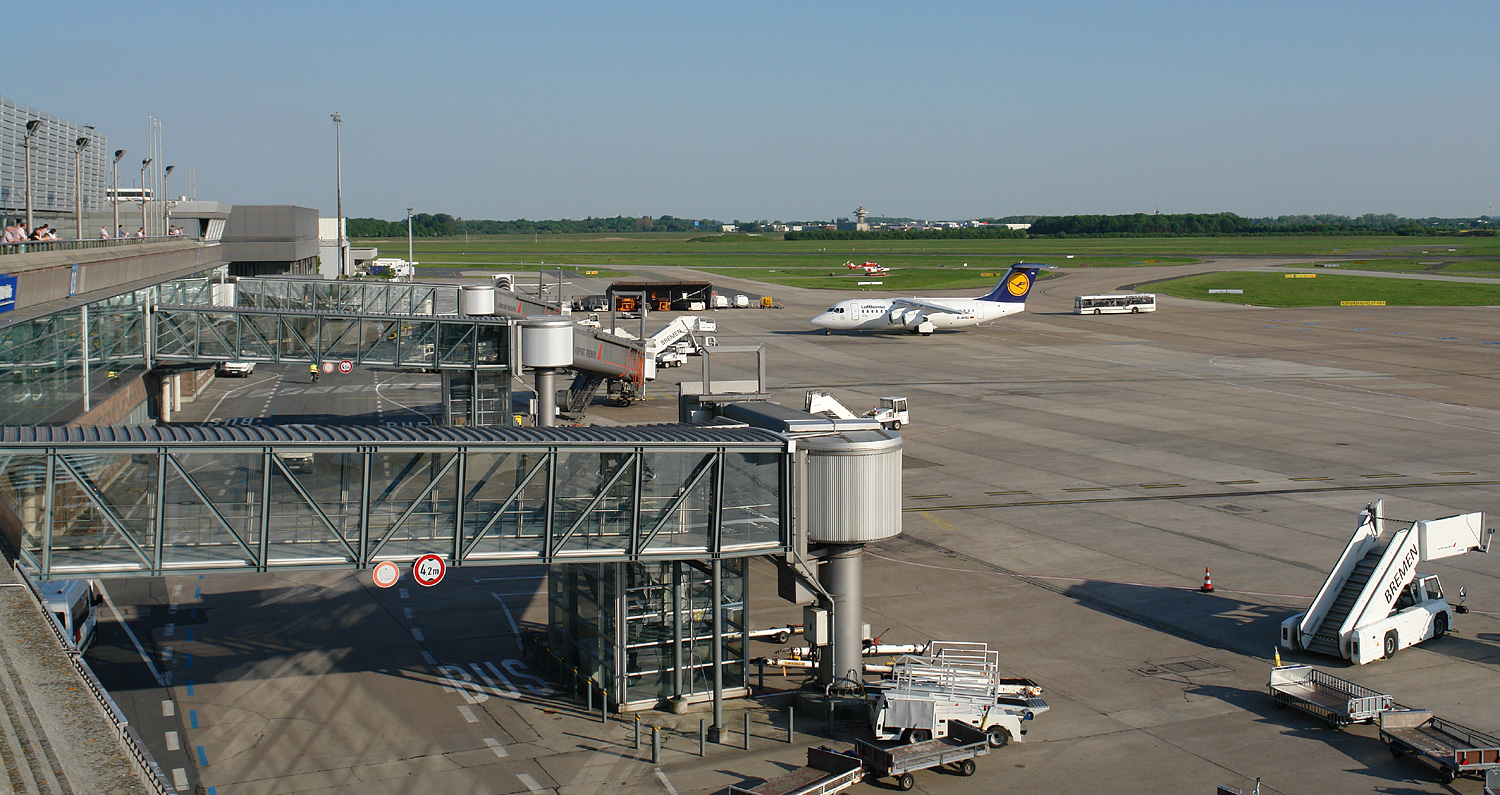
机场观景台的景观

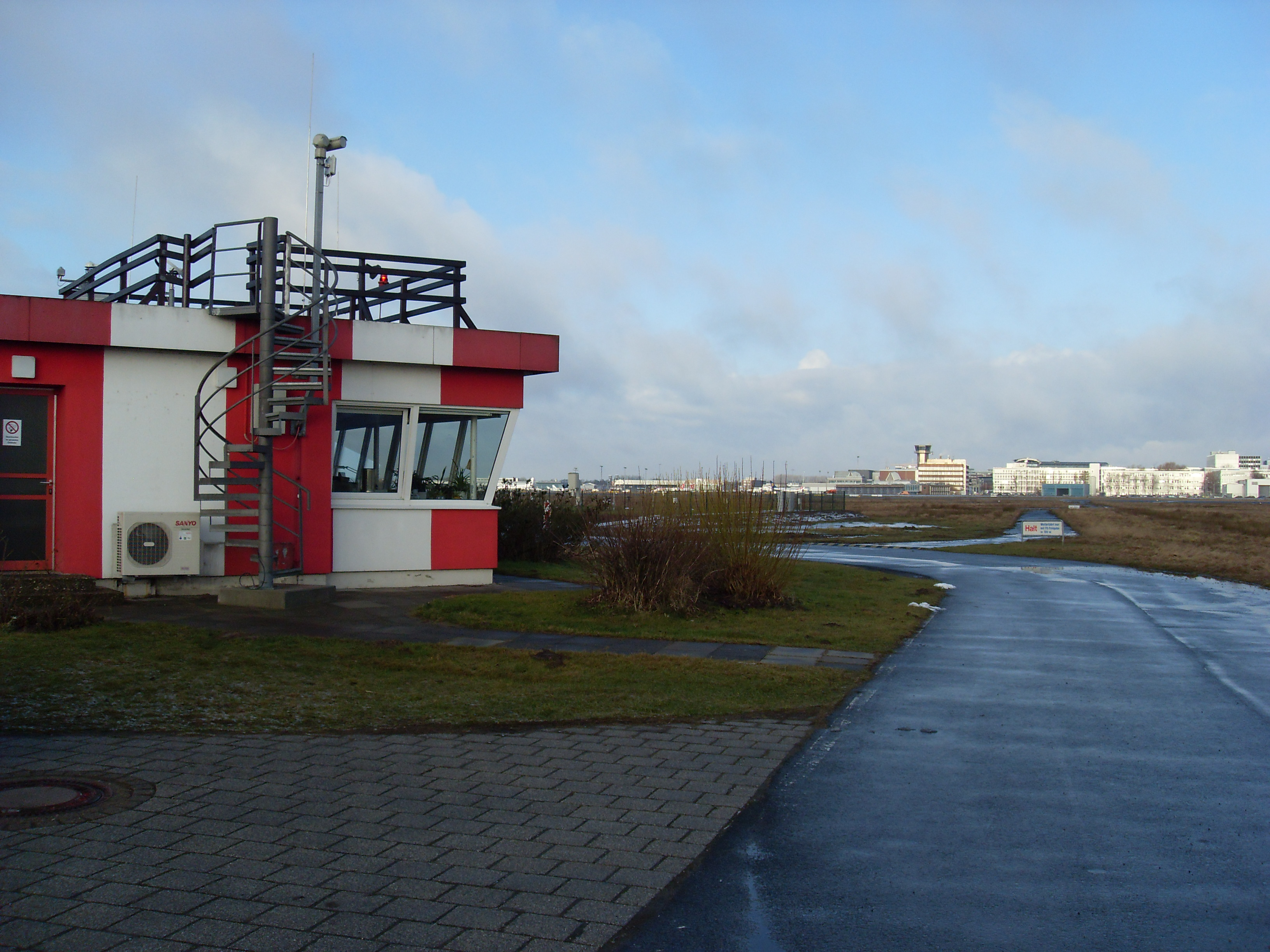
机场内的气象监测站

不来梅机场设有3座航站楼建筑；从最南端蜿蜒而至的分别为第1、第2和第3航站楼；机场还有5条登机廊桥，可供所有航空公司使用；唯一例外的是瑞安航空，它将机场北端的一座旧货仓改造为专属的E航站楼。 此外还有一个供通用航空使用的航站楼，被称为“GAT”。
航站楼对面南端的建筑是德国气象局（DWD）用来监测飞行气象的监测站。不来梅机场还拥有独特的消防车。这些消防车是1970至1980年代消防员们在曼牌卡车的基础上根据自己的设想开发和制造的，现在已经不多见了。消防车辆符合民航当局ICAO关于机场作为第8类灭火剂的规定，每车可以贮存1.82万升水和450公斤的粉末灭火剂。
自1984年10月1日起，德国空中救援队一架名为“克里斯托弗·威悉”的救援直升机分队驻扎在不来梅机场。

## 航空公司及航点
2009年，不来梅机场共有21家航空公司提供直飞德国、欧洲、中东和非洲的52条航线。
| IATA | 航空公司                                   | 航點 |
| ---- | ------------------------------------------ | --- |
| YS   | 欧洲地区航空                               | 巴黎－夏尔·戴高乐 |
| VL   | VIA航空                                    | 布尔加斯，瓦尔纳 |
| 1T   | 保加利亚包机航空                           | 布尔加斯，瓦尔纳 |
| WA   | KLM Cityhopper（荷兰皇家航空欧洲内陆航班） | 阿姆斯特丹 |
| LH   | 汉莎航空                                   | 法兰克福，慕尼黑，斯图加特 |
| EW   | 欧洲之翼                                   | 法兰克福 |
| CL   | 汉莎城际航空                               | 慕尼黑 |
| OL   | 东弗里西亚航空                             | 布里斯托尔，布鲁塞尔，哥本哈根，赫林斯多夫，纽伦堡，图卢兹，苏黎世 |
| FR   | 瑞安航空                                   | 阿尔盖罗，阿利坎特，爱丁堡，法鲁，但泽，赫罗纳，海于格松，考那斯，利物浦，伦敦-斯坦斯特德，马拉加，梅明根，米兰-奥里奥阿塞里奥，奥斯陆-莫斯，奥斯陆-桑德尔福德，帕尔马（马略卡），里加，斯德哥尔摩-斯卡夫斯塔，坦佩雷，特内里费-南部，特雷维索 |
| SY   | 天空航空                                   | 安塔利亚 |
| XQ   | 太阳快运                                   | 安塔利亚 |

## 居民的阻抗
1967年成立的“不来梅空中交通受害者保护协会及受噪音、空气污染和其他伤害的居民保护协会”，被视为独立的社会保障组织。该协会有一系列对抗机场的目标，包括致力于禁止机场在夜间8个小时内的起降、重拟一套完善的机场噪音对居民的隔绝计划以及禁止在居民区附近进行训练飞行等。

## 不来梅航空协会
不来梅航空俱乐部的特殊形式在德国非常罕见，俱乐部的原址位于机场旁，介乎于瑞安航空航站楼及货物区之间，2009年4月起则迁至GAT航班楼对面的汉娜-库纳特大街18号。这个1909年便成立的俱乐部作为不来梅机场的创始成员拥有无形的特权，一度与不来梅机场管理公司的关系亦非常紧张。俱乐部独立经营飞行运动并拥有自己的5架飞机。此外，俱乐部还设有一个飞行学院；一些会员更拥有私人飞机。俱乐部的5架飞机主要以俱乐部历史上知名的会员命名，如注册号为D-ETCL的一架派帕PA-28型飞机被命名为汉斯·约阿西姆·舒尔策（汉莎航空学校的创始人兼教练）及一架C172型飞机以著名的航空先驱科纳柳斯·艾德扎德命名，此外还有一架飞机是以著名特技飞行员格尔德·阿西格里斯命名，他们都是俱乐部早期的会员。机场的第一大门附近建有一座视野辽阔的塔台，它并非用作航空交通管制用途，而只是作为起飞控制的储备塔，但从未使用过。因此该塔台在2009年经过重新设计后被用作俱乐部近300名私人飞行员的休息室。此外该塔也可用于私人聚会用途。
2009年俱乐部与不来梅机场共同举行了一些活动来纪念“不来梅航空100年”。参与人数最多的活动是在5月10日举行的一场由各类飞机组成的航展活动日，以及6月14日德国航空俱乐部的百架飞机降落不来梅机场的活动。

## 观光台

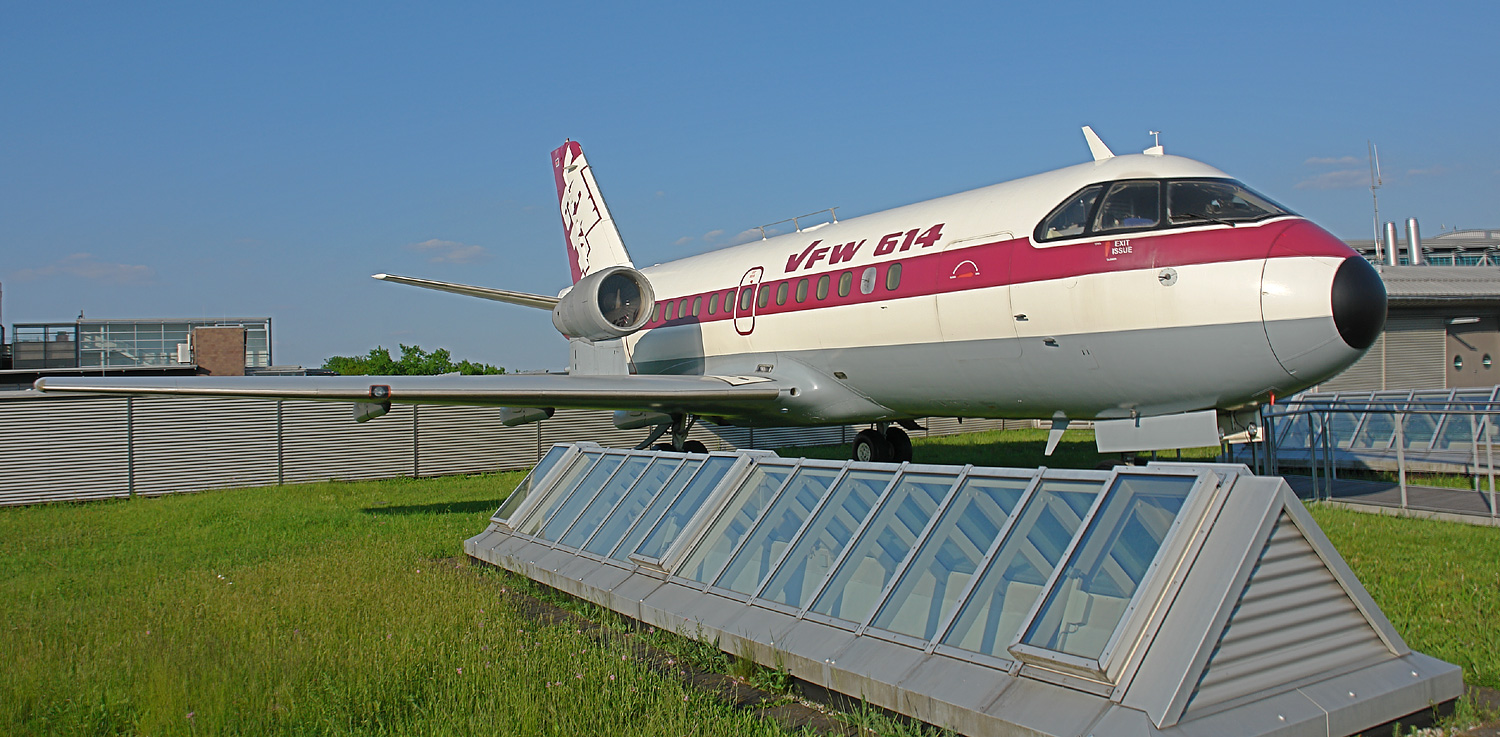
改造后的VFW-614在观光台

在观光台停有一架VFW-614型飞机，主要是供欧洲宇航防务集团用于测试空客A380的飞行行为。此外，在观光台的入口处还有一间名为“不来梅展厅”的博物馆，主要展出关于不来梅航空及航天工业的历史，还包括当地航天企业阿斯特里姆开发的航天试验室以及容克W33“不来梅”型飞机——这也是1928年首次进行东-西大西洋跨越飞行的飞机。 由不来梅曾经的飞机制造商福克-伍尔夫制造的Fw44“斯蒂格利茨”型双翼飞机也在这里展出。观光台免费对公众开放。

## 营运数据
| 年份 | 客运量（人次） | 货运量 （吨） | 飞机起降（架次） |
| ---- | -------------- | ------------- | ---------------- |
| 1920 | 150            |               |                  |
| 1929 | 6,450          |               |                  |
| 1932 | 1,541          |               |                  |
| 1949 | 5,150          | 110,386       |                  |
| 1957 | 61,357         |               |                  |
| 1964 | 224,350        |               |                  |
| 1979 | 719,000        |               |                  |
| 1987 | 850,000        | 12,002        | 56,456           |
| 2003 | 1.640,000      | 24,509        | 42,789           |
| 2004 | 1,670,000      | 24,992        | 42,722           |
| 2005 | 1,740,000      | 25,340        | 42,560           |
| 2006 | 1,700,000      | 26,330        | 40,419           |
| 2007 | 2,230,000      | 30,636        | 45,213           |
| 2008 | 2,486,337      | 27,649        | 46,876           |
| 2009 | 2,448,846      | 20,603        | 43,650           |
| 2010 | 2,676,297      | 20,673        | 46,412           |

不来梅的航空货物主要由载货汽车承运，然而在法律上仍被视为空运。车载比例在2006年为894吨，至2007年达1006吨。